# TBE
TBE (tick-borne encephalitis "flåtbåret hjernebetændelse") eller centraleuropæisk hjernebetændelse er en sygdom, som skyldes angreb af TBE-virus (tick-borne encephalitis virus). Virussen overføres til mennesker ved bid af skovflåt.

## Årsag
Sygdommen skyldes en virus fra familie flavivirus. Virussen kan overføres ved bid af visse arter af flåter: Skovflåten (Ixodes ricinus) eller dens nære slægtning Ixodes persulcatus (i Skandinavien kun kendt fra det nordlige Sverige). Blandt andet rådyr, mus og husdyr som for eksempel katte kan have virussen. Hvis en flåt har bidt et smittet dyr, vil den senere kunne videreføre smitten til andre dyr, deriblandt mennesker. Smitten sker ikke fra menneske til menneske. Hvis en skovflåt har virussen og den bider et menneske, overføres den inden for få minuter, og det er derfor vigtigt hurtigt at fjerne skovflåten.
Hvis malkekvæg, geder eller får er smittet, kan mennesker der indtager ikke-pasteuriseret mælkeprodukter fra dem potentielt blive smittet, men i Danmark er det ulovligt at sælge ikke-pasteuriseret mælk, og størstedelen af ost i Danmark er baseret på pasteuriseret mælk.

## Forekomst
TBE forekommer i store dele af Asien og Europa. I Europa kan den forekomme i de fleste lande, men er specielt kendt fra de østlige egne, blandt andet i Tjekkiet, Slovakiet, Slovenien, de baltiske lande, Polen, Østrig, Tyskland (specielt i syd), og Sverige. I Sverige er langt de fleste tilfælde i centrale og sydlige dele af landet, og man konstaterer generelt 200-300 tilfælde pr år. TBE forekommer også lokalt i Finland og Norge. I de vestlige dele af Europa er den derimod ganske lokal og sjælden. Der er endnu ikke konstaterede tilfælde i Portugal og Spanien, mens det første kendte tilfælde i Holland var i 2016, og det første kendte i Storbritannien var i 2019. I Europa blev der i 2019 anmeldt 3.411 tilfælde af TBE. Virussens forekomst blandt skovflåter kan variere en del; i de dele af Europa hvor den findes er den typisk fra 0,1 % til 5 %, men kan enkelte steder være helt oppe på 30 %.

### I Danmark
I Danmark har man kendt til TBE i over 50 år, men den var oprindeligt begrænset til Bornholm med ganske få tilfælde om året. Da størstedelen (ca. 75 %) af dem der smittes ikke får nogle symptomer, og en betydelig del af dem der får symptomer aldrig udvikler den alvorlige form, estimeres det, at det reelle antal af smittede er højere; en undersøgelse af antistoffer i blodet på bornholmske skovarbejdere viste, at omkring 20 % af dem havde været smittet. I 2008–2009 konstaterede man for første gang tilfælde i Danmark uden for Bornholm, da to personer blev smittet i Tokkekøb Hegn nær Lillerød i det nordøstlige Sjælland.
Om end antallet stadig er meget lavt, har man set en øget udbredelse af TBE-virusset i Danmark over den seneste årrække, specielt efter den lange og varme sommer i 2018 (noget lignende har man set i øvrige dele af Europa). I 2020–2022 var der fem til syv kendte tilfælde pr år, hvor en person var smittet i Danmark, og derudover enkelte danskere, som var blevet smittet på en tur i udlandet. Fra 2018 til og med 2022 blev der konstateret tilfælde i flere dele af det nordøstlige Sjælland, deriblandt en håndfuld tilfælde i Tisvilde Hegn–Asserbo Plantage området, ét tilfælde i Vinderød Skov, ét i Hareskoven og ét i Hørsholms Arboretet, mens der også var to tilfælde på Bornholm, to nær Fåborg på Fyn, ét tilfælde fra Falster (præcis lokalitet ikke kendt, da den smittede besøgte flere skove på øen) og ét i Jylland (præcis lokalitet ikke kendt).
Rådyr er den vigtigste vært for skovflåten i Danmark, og en undersøgelser udgivet i 2018 viste, at 39% af rådyr fra Bornholm (flere forskellige lokaliteter), 89% of dem fra Bøtø Plantage (Falster), og enkelte rådyr fra de jyske lokaliteter Hejlskov (Skive Kommune), Stoholm (Viborg Kommune), Kalø (Syddjurs Kommune), Borchsminde Skov (Hedensted Kommune), Dronninglund Storskov (Brønderslev Kommune), Brokhede Plantage (Mariager Kommune) og Professorens Plantage (Frederikshavn Kommune) havde antistoffer imod TBE i deres blod. På trods af dette, viste en indsamling af over 9.000 skovflåter fra alle disse og enkelte andre områder, at under 0,1% af dem fra Bornholm, og ingen af dem indsamlet andre steder, havde TBE-virusset. Dette skyldes formodentlig, at udbredelsen af skovflåter med TBE-virus typisk er meget pletvis (I modsætningen til Borrelia), og selv i et område hvor de findes, vil de ofte hovedsageligt være begrænset til f.eks. én bestemt eng, én bestemt skovlysning eller ligefrem én busk; man ved ikke med sikkerhed, hvorfor det er sådan. Selv på den præcise lokalitet er det stadig kun et mindretallet af skovflåter, der har virusset. Derfor kan indsamling af skovflåter let overse dem med virusset, hvis ikke man har en nøjagtig lokalitet. I det nordøstlige Tisvilde Hegn fandt man i 2019 et ca. 20 meter bredt bælte ved en naturlegeplads (der efterfølgende blev lukket), hvor omkring 8 % af skovflåt-nymferne havde TBE-virusset, og året efter fandt man på næsten samme sted, at omkring 6% af de voksne skovflåter havde den.
En genetisk undersøgelse af TBE-undertypen i Tisvilde Hegn har vist, at den formodentlig stammer fra det sydlige Norge. Man formoder, at den er blevet transporteret til Danmark via skovflåter, der har siddet på trækfugle. Derimod tilhører TBE-virus fra Bornholm, hvor den har været betydeligt længere, samme gruppe som TBE-virus fra det østlige og centrale Europa.

## Symptomer og sygdomsforløb
Omkring 75% eller mere oplever ingen symptomer på infektionen.
Inkubationstiden, dvs. perioden fra flåtbidet til tidspunktet hvor nogle får influenza-lignende symptomer, er normalt omkring en uge, men der kan gå op til tre uger. Den influenza-lignende sygdom ("sommerinfluenza"), som op til omkring 25% får, varer generelt fra 2 til 7 dage. Nogle få dage til tre uger efter de influenza-lignende symptomer er stoppet (og man føler sig generelt rask) udvikler omkring 1⁄3 hjernebetændelse, med de typiske symptomer på den sygdom. De fleste der får TBE hjernebetændelsen kommer sig, men ca. 1⁄3 af dem der måtte hospitalsindlægges får varige neurologiske skader som eksempelvis lammelser, høreskader eller indlæringsvanskeligheder. Generelt er ældre i større risiko for at få et alvorligt forløb ved TBE, mens børn oftere har et langt mindre alvorligt sygdomsforløb. Dødeligheden blandt de tilfælde af sygdommen som man finder, dvs. case fatality rate (en betydelig del af dem uden symptomer eller med kun milde symptomer overses formodentlig), er på 1–2%.
Derimod er dødeligheden (case fatality rate) for de sibiriske og fjernøstlige typer af TBE noget højere, helt oppe på 6–20%, og de kan også have et andet sygdomsforløb end den europæiske type.

## Forebyggelse
Forebyggelse mod TBE er ved at undgå bid af skovflåt, fjerne skovflåter der sidder på en så hurtigt som muligt (TBE-virus overføres inden for få minutter efter biddet), eller lade sig vaccinere. Selv i kendte risikoområder er risikoen lille, hvis man bliver på stier og ikke bevæger sig igennem vegetation. Skovflåterne har højsæson fra juli til september, men de er aktive fra foråret til efteråret når temperaturen overstiger 5°C.
I Danmark anbefaler sundhedsmyndighederne, at man overvejer at få vaccinen mod TBE, hvis man ofte bevæger sig igennem vegetation i de kendte risikoområder, men ellers ikke. For at få grunddækningen, skal man vaccineres tre gange. De første to stik gives med en til tre måneders mellemrum, hvorefter det tredje gives fem til tolv måneder senere. Allerede to uger efter andet stik vil man typisk have en dækning på omkring 90%, og efter tredje er det næsten 100%. Tre år efter det sidste stik anbefales det at få en booster-vaccination, efterfulgt af yderligere booster-stik med tre eller fem års mellemrum, afhængig af ens alder. Selvom TBE-vaccinen generelt har en meget høj dækningsgrad, er den ikke 100%, og der er kendt tilfælde, hvor fuldt vaccinerede personer, specielt ældre, alligevel fik sygdommen. Har man haft TBE, tyder undersøgelser på, at man er immun resten af livet.